# Scottish League One 2018/19
Die Scottish League One wurde 2018/19 zum sechsten Mal als dritthöchste Fußball-Spielklasse der Herren in Schottland ausgetragen. Die Liga wurde offiziell als Ladbrokes Scottish League One ausgetragen. Die Liga war nach der Premiership und Championship eine der vier Ligen in der 2013 gegründeten Scottish Professional Football League. Gefolgt wurde die League One von der League Two. Die Saison wurde von der Scottish Professional Football League geleitet und ausgetragen und begann am 4. August 2018. Die Spielzeit endete mit dem 36. Spieltag am 4. Mai 2019.
In der Saison 2018/19 traten zehn Klubs in insgesamt 36 Spieltagen gegeneinander an. Jedes Team spielte jeweils zweimal zu Hause und auswärts gegen jedes andere Team. Als Aufsteiger aus der letztjährigen League Two nahmen der FC Montrose und FC Stenhousemuir an der League One teil. Als Absteiger aus der vorherigen Championship kamen der FC Dumbarton und Brechin City.
Der FC Arbroath gewann die Meisterschaft und den damit verbundenen Aufstieg in die zweite Liga. Forfar Athletic, die Raith Rovers und der FC Montrose erreichten die Aufstiegsrelegation. Der FC Stenhousemuir musste in die Abstiegsrelegation und stieg ab. Brechin City als Tabellenletzter direkt. Torschützenkönig wurde mit 29 Treffern Kevin Nisbet von den Raith Rovers.

## Vereine

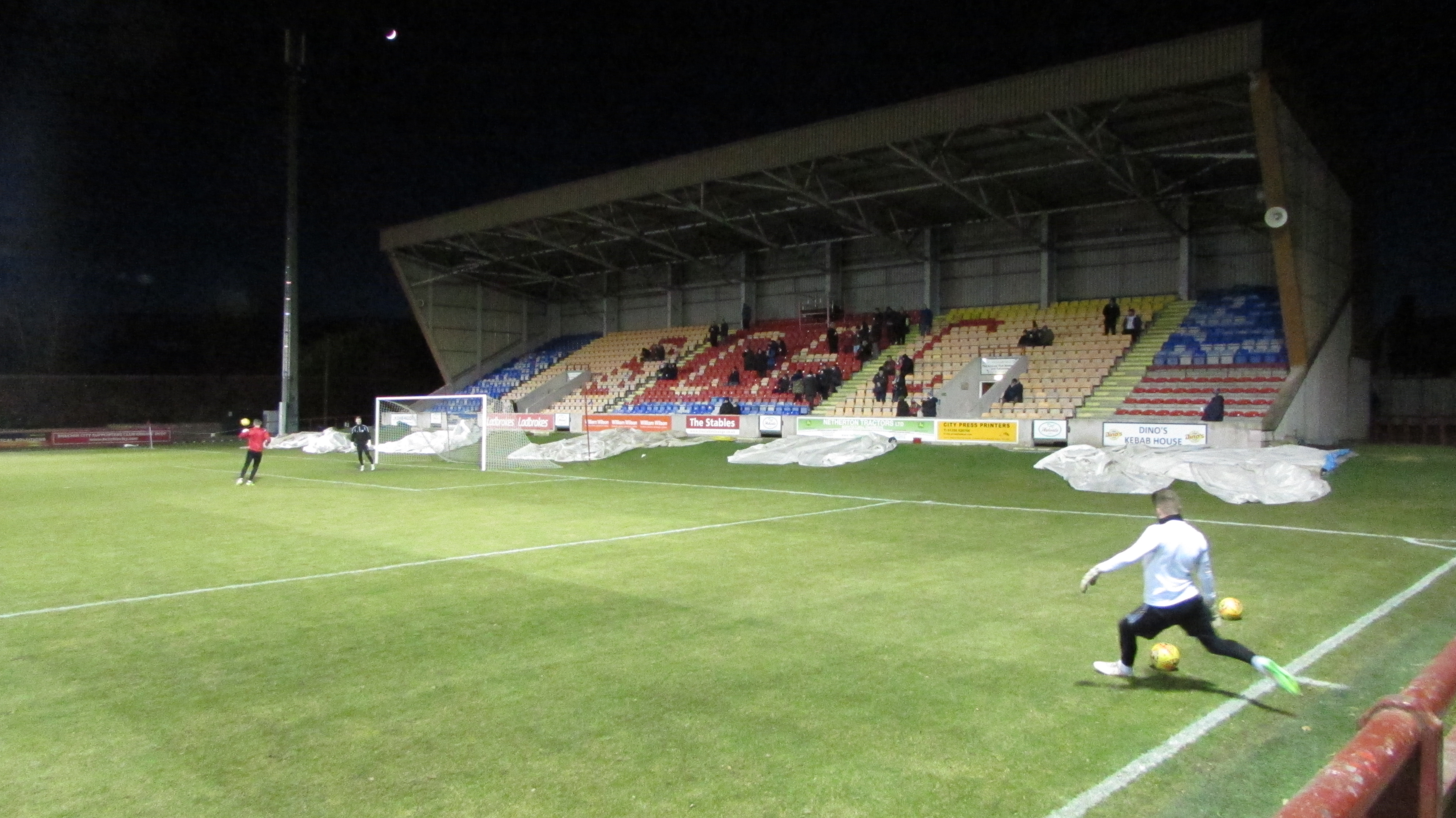
Glebe Park

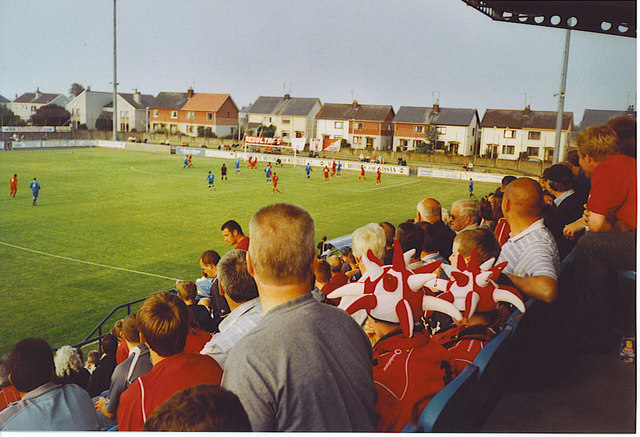
Links Park

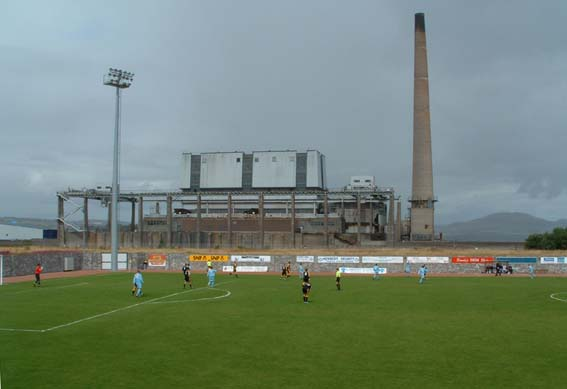
Bayview Stadium

| Verein           | Stadt         | Stadion                              | Kapazität |
| ---------------- | ------------- | ------------------------------------ | --------- |
| Airdrieonians FC | Airdrie       | Excelsior Stadium                    | 10.171    |
| Brechin City     | Brechin       | Glebe Park                           | 04.083    |
| FC Arbroath      | Arbroath      | Gayfield Park                        | 04.153    |
| FC Dumbarton     | Dumbarton     | The Cheaper Insurance Direct Stadium | 02.020    |
| FC East Fife     | Methil        | Bayview Stadium                      | 01.980    |
| FC Montrose      | Montrose      | Links Park                           | 04.936    |
| Forfar Athletic  | Forfar        | Station Park                         | 06.777    |
| Raith Rovers     | Kirkcaldy     | Stark’s Park                         | 10.104    |
| FC Stenhousemuir | Stenhousemuir | Ochilview Park                       | 03.746    |
| FC Stranraer     | Stranraer     | Stair Park                           | 06.250    |

## Statistiken

### Tabelle
| Pl. | Verein               | Sp. | S  | U  | N  | Tore    | Diff. | Punkte |
| --- | -------------------- | --- | -- | -- | -- | ------- | ----- | ------ |
| 1.  | FC Arbroath          | 36  | 20 | 10 | 6  | 063:380 | +25   | 70     |
| 2.  | Forfar Athletic      | 36  | 19 | 6  | 11 | 054:470 | +7    | 63     |
| 3.  | Raith Rovers         | 36  | 16 | 12 | 8  | 075:490 | +26   | 60     |
| 4.  | FC Montrose (N)      | 36  | 15 | 6  | 15 | 049:500 | −1    | 51     |
| 5.  | Airdrieonians FC     | 36  | 14 | 6  | 16 | 051:440 | +7    | 48     |
| 6.  | FC Dumbarton (A)     | 36  | 12 | 10 | 14 | 060:600 | ±0    | 46     |
| 7.  | FC East Fife         | 36  | 13 | 7  | 16 | 049:560 | −7    | 46     |
| 8.  | FC Stranraer         | 36  | 11 | 9  | 16 | 045:570 | −12   | 42     |
| 9.  | FC Stenhousemuir (N) | 36  | 10 | 7  | 19 | 035:610 | −26   | 37     |
| 10. | Brechin City (A)     | 36  | 9  | 9  | 18 | 042:610 | −19   | 36     |

Platzierungskriterien: 1. Punkte – 2. Tordifferenz – 3. geschossene Tore – 4. Direkter Vergleich (Punkte, Tordifferenz, geschossene Tore)
| Zum Saisonende 2018/19: |                                                 |
| Aufsteiger in die Scottish Championship 2019/20 Teilnahme an den Aufstieg-Play-offs Teilnahme an der Abstiegs-Relegation Absteiger in die Scottish League Two 2019/20 |                                                 |
| |                                                 |
| Zum Saisonende 2017/18: |                                                 |
| (A) | Absteiger aus der Scottish Championship 2017/18 |
| (N) | Aufsteiger aus der Scottish League Two 2017/18  |

## Relegation
Teilnehmer an den Relegationsspielen waren der Neuntplatzierte aus der diesjährigen League One, der FC Stenhousemuir, sowie drei Mannschaften aus der League Two, der FC Clyde, Edinburgh City und Annan Athletic. Die Sieger der ersten Runde spielten in der letzten Runde um einen Platz für die folgende Scottish-League-One-Saison 2019/20.
Erste Runde
Die Spiele wurden am 7. und 11. Mai 2019 ausgetragen.
|                | Gesamt |                  | Hinspiel | Rückspiel |
| -------------- | ------ | ---------------- | -------- | --------- |
| Annan Athletic | 4:1    | FC Stenhousemuir | 2:0      | 2:1       |
| Edinburgh City | 0:4    | FC Clyde         | 0:1      | 0:3       |

Zweite Runde
Die Spiele wurden am 14. und 18. Mai 2019 ausgetragen.
|                | Gesamt |          | Hinspiel | Rückspiel |
| -------------- | ------ | -------- | -------- | --------- |
| Annan Athletic | 1:2    | FC Clyde | 1:0      | 0:2       |